# Bayenturm

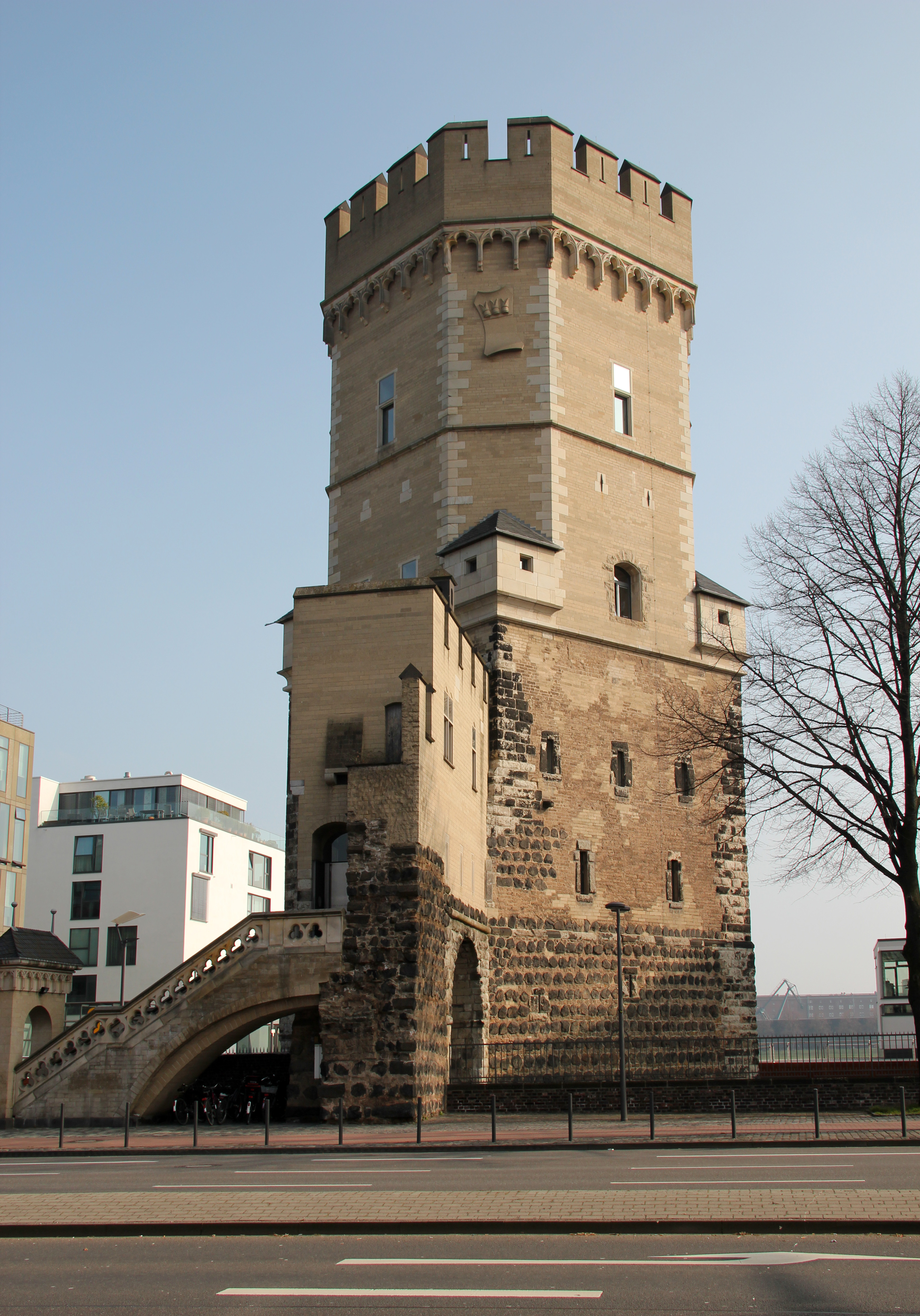
Bayenturm

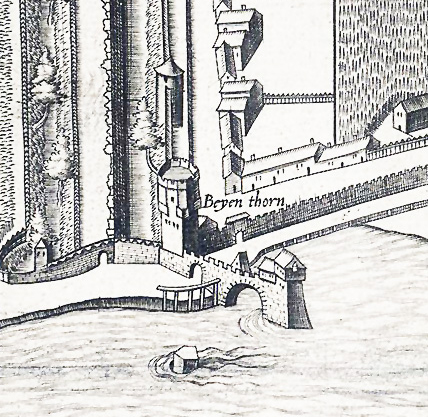
Aufbau und Lage des Bayenturms auf einer Darstellung von Arnold Mercator im Jahre 1571

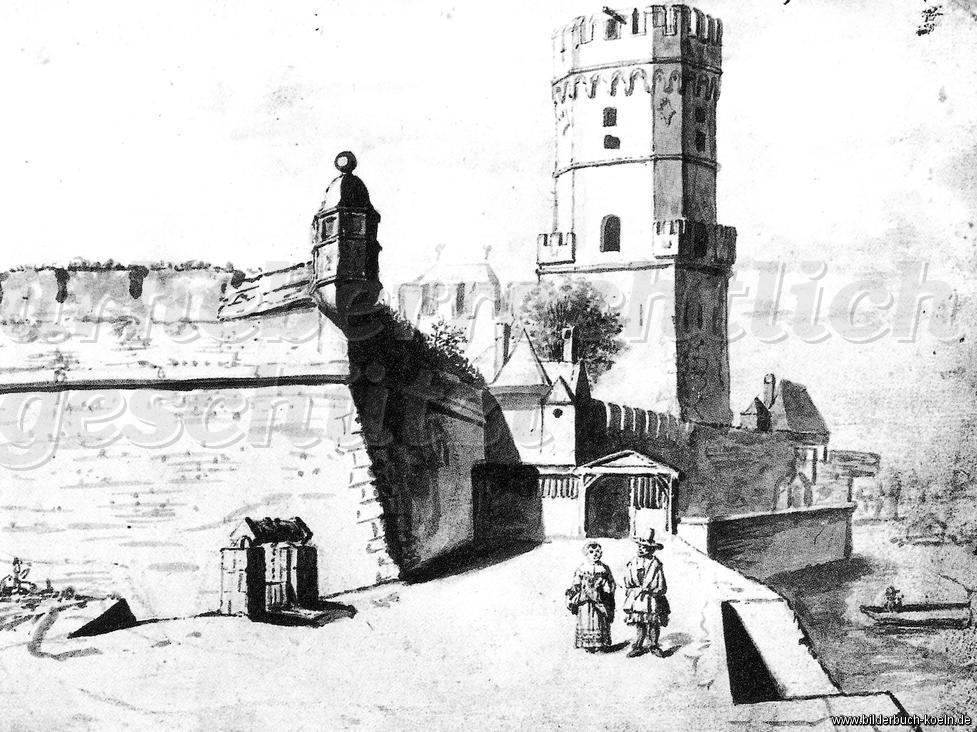
Bayenturm im Jahre 1670

Der Bayenturm ist ein mittelalterlicher Wehrturm in der Innenstadt von Köln. Der trutzige, wie eine Burg ausgebaute Bayenturm entstand um 1220 als Teil der acht Kilometer langen mittelalterlichen Stadtbefestigung. Der südliche Eckturm der Stadtmauer am Rhein ist heute eines der wenigen Zeugnisse dieser Anlage, die Köln 700 Jahre lang umschloss. Der Turm ist mit Erdgeschoss und vier Obergeschossen einschließlich Zinnen ca. 35 Meter hoch. Der Bayenturm ist heute Sitz der gemeinnützigen Stiftung „FrauenMediaTurm“.

## Aufbau und Geschichte
Der Bayenturm wurde als einer der beiden letzten, den Stadtmauerhalbring beendenden Türme wohl nach 1217 erbaut und erstmals 1250 erwähnt. Die Turmanlage besitzt einen quadratischen Unterbau mit drei Geschossen, mit 2,50 Meter dicken Wänden umbaut. Darauf wurden um 1325 zwei achteckige Obergeschosse erbaut, die über einem Rundbogenfries mit Kleeblattbögen von vorkragenden Zinnen abgeschlossen wurden. Nach Süden und Westen schlossen sich die Befestigungsanlagen der Kölner Stadtmauer an. Zur östlichen Rheinseite hin schloss sich ein aus Mauer, Wehrgang und aufgesetztem Gebäude mit Walmdach bestehender Abschluss der Kölner Uferstraße an, die durch ein Tor zugänglich war. Ins Innere der Stadt gelangte man erst durch ein weiteres Holztor links in der Rheinmauer. Von hier aus besaß die Rheinmauer Richtung Norden weitere 21 Tore.
Die Befestigung mit Wehrgang und darüber gelegenen Wachgebäuden wurde über einen Bogen über den Rhein bis zu einem im Fluss verankerten Pfeiler fortgesetzt. Neben seiner allgemeinen Schutzfunktion gegen Feinde zu Lande und zu Wasser konnte von hier aus auch der „Treidelbetrieb“ (Ziehen von Kähnen stromaufwärts durch Pferde) auf dem Leinpfad überwacht werden. Die Verbindung wurde, nachdem sie bereits verfallen war, 1585 endgültig abgerissen; nur der Bogenansatz blieb stehen, nachdem auch die im Fluss befindlichen Teile der Anlage 1784 durch Eisgang zerstört worden waren.
Dem Turm südlich vorgelagert war eine Schleuse, durch die der vor der landseitigen Stadtmauer befindliche Graben geflutet wurde.
Am 8. Juni 1262 war mit der Eroberung des Turms durch die Kölner Bürgerschaft die Vorherrschaft des Erzbischofs endgültig gebrochen. Eine Kölner Weisheit sagt: Wer den Turm hat, hatte die Macht.
Im Kölner Kampf um frühe bürgerliche Freiheiten gegen Erzbischof Engelbert II. spielte der Bayenturm eine Rolle, weshalb er mit dem Wappen der Stadt geschmückt wurde.
Er wurde während des Dreißigjährigen Krieges 1620 weiter verstärkt. Mit Baubeginn des neuen Rheinauhafens 1850/51 wurde die mittelalterliche Rheinufermauer abgebrochen und durch eine krenelierte Mauer auf der neugeschaffenen Rheinauhalbinsel ersetzt. Diese Mauer wurde über einen offenen Halbturm/Uferkaponniere und einen neuen Zwinger mit dem Bayenturm verbunden. Da der Turm den Expansionsdrang der Stadt im 19. Jahrhundert nicht störte, wurde er – anders als der größte Teil der Mauer und die Mehrheit der Tore – 1881 nicht geschleift, als Preußen das Gelände, auf dem sich mittelalterliche Stadtmauer und vorgelagerte neue preußische Bastionen befanden, umgestaltete, sondern an die Stadt Köln verkauft. Zwischen 1895 und 1898 wurden starke Beschädigungen, die der Turm durch ein Feuer im Jahre 1697 erlitten hatte, von Stadtbaumeister Josef Stübben durch Wiederaufbau beseitigt.
Am Beginn des 20. Jahrhunderts wurde der eigens zu diesem Zweck hergerichtete Turm das Kölner Museum für Vor- und Frühgeschichte. Unter Carl Rademacher, dem ersten Direktor des Museums, wurde es 1907 eröffnet. Die im Bayenturm untergebrachten Ausstellungen und Forschungsbestände wurden im Juli 1943 bei Luftangriffen zum großen Teil zerstört. Gerettete Reste der Sammlung wurden in der Severinstorburg untergebracht, in der sie bis zur Gründung einer im Oktober 1946 als Folgeeinrichtung geschaffenen Institution verblieben. Der Zusammenschluss aus der Römischen und der Germanischen Abteilung des Wallraf-Richartz-Museums und die Reste der Sammlung des Museums für Vor- und Frühgeschichte wurden der Grundstock des heutigen Römisch-Germanischen Museums in Köln.
Der während des Zweiten Weltkriegs erheblich beschädigte Turm überdauerte Jahrzehnte als Ruine. Erst 1987 – nun bereits fast völlig zerstört – wurde er nach Plänen des Stadtbaumeisters Josef Stübben aus dem Jahre 1895 wieder aufgebaut.
Vom unter der Stadtkonservatorin Hiltrud Kier wiederaufgebauten Turm ist der heutige Rheinuferkai etwa 50 Meter entfernt. Zur Rheinuferstraße hin ist noch ein zehn Meter langes dreigeschossiges Gebäudeteil, das Teil der landeinwärts führenden Befestigung war, erhalten. Anfang 1992 begann der Innenausbau des Komplexes unter der Leitung der Architektin Dörte Gatermann. Bemerkenswert ist die Belichtung des Innenraums, die sonst nur durch „Schartenfenster“ erfolgt wäre, durch ein „Himmelsauge“, so Gatermann. Die Stadt Köln finanzierte den Ausbau mit 5,5 Millionen Deutsche Mark.

## Stiftung FrauenMediaTurm
Der Bayenturm ist seit August 1994 Sitz der 1984 von Alice Schwarzer initiierten gemeinnützigen Stiftung FrauenMediaTurm und beherbergt seitdem ein feministisches Archiv und ein Dokumentationszentrum zur Geschichte der Frauenbewegung. Alice Schwarzer ist die Vorstandsvorsitzende. Daneben befindet sich im Bayenturm das Büro von Alice Schwarzer und seit 2003 die Redaktion von Emma. Die Räumlichkeiten wurden bei der FrauenMediaTurm-Stiftung angemietet.
Sammelschwerpunkte sind die historische Frauenbewegung von Mitte des 19. Jahrhunderts bis 1933 und die Neue Frauenbewegung von 1971 bis heute sowie herausragende Frauen aus Politik, Kultur, Wissenschaft und Sport. Die Sammlung des Archivs umfasst 15.000 Bücher, darüber hinaus 60.000 Dokumente wie Flugblätter und Plakate, 33.500 Artikel, darunter die komplette Zeitschriftensammlung der Emma seit 1977.
Die Online-Datenbank enthält etwa 42.000 Einträge zu frauenrelevanten, feministischen Themen, sowie Artikel aus Zeitschriften. Finanziert wurde das Archiv durch eine Stiftung von Jan Philipp Reemtsma in Höhe von 10 Millionen Deutsche Mark.
Die Zuschüsse der Landesregierung von Nordrhein-Westfalen für das Feminismus-Archiv betrugen ab 2008 210.000 Euro jährlich aus dem Etat von drei Ministerien. 2011 wurden sie auf 70.000 Euro gekürzt. Die rot-grüne Landesregierung begründete das unter anderem damit, dass ein öffentlich gefördertes Archiv „öffentlich zugänglich“ sein müsse. 2012 sagte das Bundesministerium für Familie, Senioren, Frauen und Jugend eine Projekt-Förderung von 150.000 Euro jährlich für vier Jahre zu. Im Oktober 2013 wurde bekannt, dass 2014 sämtliche Zuschüsse des Landes Nordrhein-Westfalen für das Archiv gestrichen werden.
Am 6. Februar 2014 wurden Vorwürfe bekannt, dass es Unregelmäßigkeiten bei der Nutzung des Turms geben solle. Die Stiftung FrauenMediaTurm habe in der Vergangenheit große Förderbeträge des Landes Nordrhein-Westfalen und vom Bund erhalten. Zudem vermietete die Stadt Köln die Räume zweckgebunden für nichtgewerbliche Zwecke. Schwarzers Stiftung habe – laut SPD-Politiker Martin Börschel und dem stellvertretenden Grünen-Fraktionschef Jörg Frank (beide aus Köln) – diese Räume widerrechtlich weitervermietet, ohne die Mehreinnahmen der Stadt Köln zuzuführen.